# Rosario Andrade
Rosario Andrade (Veracruz, 6 de abril de 1946) es una soprano mexicana. Ha sido ganadora de distintos premios a nivel mundial.

## Trayectoria profesional
Estudió en el Conservatorio Nacional de Música en México y en el Conservatorio Santa Cecilia en Roma. En 1967 debutó como cantante de ópera en Xalapa, Veracruz y en Treviso, Italia con La bohème; y en 1974 en el Palacio de Bellas Artes de la Ciudad de México. En 1983 se presentó en la temporada del Centenario de la Metropolitan Opera House de Nueva York. También se ha presentado en el Carnegie Hall de Nueva York; en la sala Chaikovski del Conservatorio de Moscú; en los teatros de la ópera de Riga, Varsovia, Milán, Roma y París; y en escenarios líricos de Argentina, Brasil, Colombia, Venezuela, Japón, Malasia, Singapur y Hong Kong.

## Premios y reconocimientos
Ganó los concursos de canto Toti dal Monte, Fanny Anitua, Fundación Morales Esteves, de la Radio y Televisión Italiana y del sello de grabaciones Decca. En 1975 obtuvo el Primer Gran Premio del Concurso Internacional de Arte Lírico de Lieja, Bélgica. El 16 de mayo de 2009 recibió un homenaje por parte del Ayuntamiento de Veracruz, a 10 años de su retiro como cantante y docente, en el teatro Francisco Javier Clavijero de Veracruz.